# Still Alive: The Remixes
Still Alive: The Remixes – remix album obejmujący różne wersje piosenki „Still Alive” szwedzkiej piosenkarki Lisy Miskovsky. Został wydany przez Nettwerk 11 listopada 2008 roku, co zbiegło się z datą wydania w Ameryce Północnej gry komputerowej Mirror’s Edge produkcji studia Digital Illusions CE. Tytułowa piosenka jest głównym tematem tej gry.

## Rozwój i produkcja
Piosenka „Still Alive” została nagrana specjalnie dla gry komputerowej Mirror’s Edge. Muzykę skomponowali i wykonali Arnthor Birgisson oraz Rami Yacoub, którzy przygotowywali materiały dla takich artystów, jak Britney Spears, Shayne Ward czy Westlife, natomiast słowa napisała Lisa Miskovsky. Piosenka, jak i część jej remiksów, pojawiała się w niektórych zwiastunach gry, począwszy od teasera z 6 maja 2008 roku. W listopadzie 2008 roku w Los Angeles powstał teledysk do tytułowej piosenki wyreżyserowany przez Matthew Stawskiego.

## Odbiór albumu
Album otrzymał pozytywne recenzje. Spence Abbott, recenzent IGN Music pochwalił remiksy, zaznaczając, że każdy z twórców zostawił swój unikatowy znak w materiale, poprawiając go według własnego uznania. Dodatkowo powiedział, że naprawdę wyróżniające się tutaj remiksy wywracają do góry nogami przyziemny pop.

## Pozycja w notowaniach
Tydzień po wydaniu albumu tytułowy utwór „Still Alive” pojawił się na szwedzkiej liście przebojów. Piosenka osiągnęła maksymalnie 29 pozycję i utrzymała się na liście przez trzy tygodnie.

## Lista utworów

### Wydanie standardowe
| Numer | Tytuł                                                     | Wykonawca/Remikser | Czas |
| ----- | --------------------------------------------------------- | ------------------ | ---- |
| 1.    | "Still Alive (The Theme from Mirror’s Edge)" (radio edit) | Lisa Miskovsky     | 3:38 |
| 2.    | "Still Alive" (Benny Benassi mix radio edit)              | Benny Benassi      | 3:42 |
| 3.    | "Still Alive" (Armand Van Helden mix)                     | Armand Van Helden  | 5:25 |
| 4.    | "Still Alive" (Paul van Dyk mix short version)            | Paul van Dyk       | 6:48 |
| 5.    | "Still Alive" (Benny Benassi mix)                         | Benny Benassi      | 8:26 |
| 6.    | "Still Alive" (Junkie XL mix)                             | Junkie XL          | 4:38 |
| 7.    | "Still Alive" (Teddybears mix)                            | Teddybears         | 4:37 |

### Wydanie amerykańskie
| Numer | Tytuł                                                        | Wykonawca/Remikser | Czas |
| ----- | ------------------------------------------------------------ | ------------------ | ---- |
| 1.    | "Still Alive (The Theme from Mirror’s Edge)" (radio edit)    | Lisa Miskovsky     | 3:38 |
| 2.    | "Still Alive" (Benny Benassi mix radio edit)                 | Benny Benassi      | 3:42 |
| 3.    | "Still Alive" (Paul van Dyk mix radio edit)                  | Paul van Dyk       | 3:39 |
| 4.    | "Still Alive" (Armand Van Helden mix)                        | Armad Van Helden   | 5:25 |
| 5.    | "Still Alive" (Benny Benassi mix)                            | Benny Benassi      | 8:26 |
| 6.    | "Still Alive" (Junkie XL mix)                                | Junkie XL          | 4:38 |
| 7.    | "Still Alive" (Teddybears mix)                               | Teddybears         | 4:37 |
| 8.    | "Still Alive" (Paul van Dyk mix)                             | Paul van Dyk       | 9:34 |
| 9.    | "Still Alive (The Theme from Mirror’s Edge)"                 | Lisa Miskovsky     | 4:18 |
| 10.   | "Still Alive" (Paul van Dyk mix short version)               | Paul van Dyk       | 6:48 |
| 11.   | "Still Alive (The Theme from Mirror’s Edge)" (US radio edit) | Lisa Miskovsky     | 3:41 |

### Wydanie promocyjne
| Numer | Tytuł                                        | Wykonawca/Remikser | Czas |
| ----- | -------------------------------------------- | ------------------ | ---- |
| 1.    | "Still Alive (The Theme from Mirror’s Edge)" | Lisa Miskovsky     | 4:21 |
| 2.    | "Still Alive" (Benny Benassi mix)            | Benny Benassi      | 8:29 |
| 3.    | "Still Alive" (Junkie XL mix)                | Junkie XL          | 4:40 |
| 4.    | "Still Alive" (Paul van Dyk mix)             | Paul van Dyk       | 9:37 |
| 5.    | "Still Alive" (Teddybears mix)               | Teddybears         | 4:40 |
| 6.    | "Still Alive" (Armand Van Helden mix)        | Armand Van Helden  | 5:23 |

## Twórcy albumu
Niżej wymienione osoby przyczyniły się do powstania „Still Alive: The Remixes”
- Lisa Miskovsky – śpiew
- Arnthor Birgisson – autor tekstów, producent muzyczny
- Rami Yacoub – autor tekstów, producent muzyczny
- Marco Benassi – remiks
- Matthias Paul – remiks
- Armand Van Helden – remiks
- Tom Holkenborg – remiks
- Teddybears – remiks